# Protonarthron tuberculicolle
Protonarthron tuberculicolle är en skalbaggsart som beskrevs av Stefan von Breuning 1950. Protonarthron tuberculicolle ingår i släktet Protonarthron och familjen långhorningar. Inga underarter finns listade i Catalogue of Life.